# 魔王與我
《魔王與我》是2001年3月15日、由索尼電腦娛樂 (SCE) 發售的PlayStation 2專用的電子角色扮演遊戲。由ZENER WORKS開發。the Best版則是在2002年8月1日發售。

## 概要
有著像是人偶劇的獨特氣氛的奇幻RPG、PS2最初期作品。與地球大冒險一樣有著和平的舞台背景和許多搞笑的角色。不過沒有什麼特徵性的系統、而是成為單純的3DRPG。
前半段的故事和角色、世界觀都是以相當漫畫的方式描寫、伴隨著輕快的音樂而以輕鬆的氣氛來推進故事、不過越到後期，故事就開始轉變成相當灰暗、是部戲劇化相當強的作品。
雖然是PS2最初期作品、但地圖、建物、角色都以以非常美麗的3DCG來描繪。會在地圖中和怪物（作品中稱為「妖怪」）進行戰鬥、戰鬥則是以簡單的回合制方式進行。
在海外則是以『Okage: Shadow King』之名發售。

## 故事大綱
在所有人類都被「分類」世界中、有個王國的小鄉村提涅魯、住著一名懦弱而沒有什麼存在感的少年。就在馬戲團到來的那一夜、他的妹妹遭到妖怪襲擊。於是為了救被詛咒的妹妹、由父親打開奇怪的壺，結果卻出現自命為魔王繼承人的魔王‧史丹。少年以救妹妹妹為代價而被史丹奪取了影子並且被當作傭人一般。但史丹復活後，除了作為少年的影子外就無法行動，而完全沒有作為魔王的氣勢。就在這樣的情況下，史丹知道這個王國有七名魔王的存在。因此他認為就是這些假扮成他的人的錯才會有如此的結果、於是少年和魔王就這樣踏上打倒假魔王的旅行。
在旅程中，他們遇到年長的女勇者、中年的怪博士、甚至還有王國的公主等各種人物並且因此增加許多夥伴而與他們一起要來打倒假魔王。不過這趟旅行中也讓少年發現了一個隱藏在他身上還有世界的大秘密。

## 登場角色

### 玩家角色
路卡（ルカ）
本作主角。很沒存在感的少年。16歳，紅髮綠眼。
「路卡」是遊戲預設的名字、玩家可自由更改。不過旁白不會稱他的名字，只稱他為少年。
除了因為事件而有要作出選擇的發言外，就沒有任何台詞、只會用表情和動作表現其情感。
由於父親為了救中了「パビリオン詛咒（是個會在会話中、在文字裡加入パ行文字的奇怪詛咒）」的妹妹、打開陶壺而因此遇到史丹。之後、他為了解除妹妹的詛咒而以自己的影子讓史丹附身、並且在家族用很普通的方式送別他和史丹後，而踏上打倒假魔王的旅程。
由於太過沒存在感、讓他因此到現在都受到保護。雖然個性溫柔，卻相當保守軟弱，常露出困擾的表情。史丹也常叫他「小弟」「僕人」等看不起他的稱呼。雖然如此，但在會話事件中的選項裡、他也會有激烈的主張或讓人想不出來相當懦弱的台詞。
作中和他吵架而討厭他的人意外的少、特別是瑪魯蕾琳和蘿薩琳等許多女性都對他充滿好感、最後也與史丹結下深深的羈絆。
雖然身材嬌小而且瘦弱、而給人弱小的印象、不過卻被魔界的影子評論家、史丹、路卡之母和蘿薩琳說他相當有型。
全世界的人都有的分類（屬性），不知為何只有他沒有、恐怕是因為太沒存在感所致。
因為是主角所以不得不參加戰鬥、但如果他無法戰鬥的話，就算其他人能行動也會使遊戲結束。專用武器為劍（初期拿的是棍子）、防具是「衣服」。由於沒有分類的情形、分類色（屬性）為「透明」、意即沒有弱點但也沒有擅長屬性。攻撃時無論是拿棍子或劍，都只會不斷的揮舞著。有屬於他的「專用技」、而且也擁有可以讓單人回復的治癒技。
史丹（本名 史丹利ー海哈特托利尼達特14世）
雖然擁有強大的力量卻在三百年前被「大勇者霍普金斯」擊敗、自稱「大魔王哥曼」的轉生。由於本名太長，所以有時他也會搞錯自己的名字。
作為魔王，本來的模樣是個金髪的巨漢，但在附身到路卡身上的影子時、卻有著像是傑克南瓜燈的臉、以及像是用黑紙剪出來的身體。
雖然被封印在壺中三百年、不過因為被路卡之父打開而再度復活並且企圖征服世界。
由於一直被封印在壺中使他的力量有些衰退、只要不附身到別人影子身上就無法行動。所以與為了解救安妮的路卡之父談條件而要他提供最適合自己的影子。結果因此附身到路卡身上而與他一起進行了征服世界之旅。
性格有點魔王 (?) 傲慢不遜而且很壞心、不過從被村人說自己的存在是路卡的特技造成而相當感冒以及和蘿薩琳進行很無聊的吵架等點來看、也有很人性化的一面。不過他有自己獨特的人類觀點、所以在會話中能看到他很看扁人類的一面。另外雖然把路卡看作小弟一樣地使喚、不過因為沒有他就不能活在這個世上、所以也會有對他很溫柔的話出現、最終也讓他們結下超越主從關係的深深羈絆。
能夠將人家的影子變成螢光的粉紅色（蘿薩琳是受害者）。只有路卡的影子例外地沒有變色。
戰鬥時會以特殊的造型進行攻擊。基本上因為無法使用指令、所以通常無法參加戰鬥、所以每次戰鬥前會和路卡進行對話、只要回答的好就會進行強力的先發攻擊（飛行魔王）。其他還有當路卡的血量下降到一定程度時會進行反擊（痛擊魔王・限定在序盤時）、路卡受到一定數量的攻擊時會進行先發攻擊（粉碎魔王）以及路卡遇到危機時能使出合體技（由於上述攻擊的屬性都是紅色，所以可認為他的分類色是紅色。）。另外、後半得到某項道具時、能以消費路卡大量的血條為代價，使出相當強力的全體攻擊。
蘿薩琳(ロザリー)
金髪金瞳的女勇者。22歳。由於史丹的關係、讓她的影子變成粉紅色、於是為了遮掉影子而隨身帶著洋傘。
雖然是勇者大學畢業的精英、但因為粉紅色影子的關係而讓自己的名聲下滑、就算只拿著傘，戰鬥力也很強而且不但是個好搭檔也是好領袖，而能從這裡窺見她的實力。
雖然是個值得他人依靠的大姐頭，但不擅長應付拍馬屁的事情、而有容易忘形的個性。另外經常和史丹吵架、還打算殺了作為寄主的路卡（兩人間的吵架內容相當豐富多元）。對於冒險完全是外行人的路卡相當注意、讓他們有著像是姐弟的感情、之後隨著選項的回答也可能成為一對戀人。
個性有點自戀，對於臉蛋和造型也很有自信、但從與史丹的吵架中都被當作笨蛋以及在3年前的事件時被虧她的造型等點來看、而不太能加以評論。在一開始路卡被稱讚造型很好時，還相當震驚。
3年前遇到被封印入壺中的史丹時、受到其影響而讓自己的影子變成粉紅色。結果讓她因此失去勇者聯盟、勇者大学以及民眾的信任、而變成被人取笑的勇者。所以讓她不斷找尋史丹並且遇上被史丹附身的路卡。但因為史丹的力量尚未回復而無法讓她回到原貌、於是為了讓史丹打倒假魔王們來取回力量，而與他們一起旅行。
專用武器是「傘劍」、防具是「鎧甲」。分類色（屬性）藍色（冰）。因為上述理由而一直傘不離身、所以只會用單手攻擊。雖然魔法能力較弱、但物理攻擊相當強、速度也非常快。
基斯林克(キスリング)
全名是古坦・基斯林克。自稱是有名的妖怪研究家的科學家。45歲。經常穿著白衣。鬍子和頭髮都有些白、並且看起來像是爆炸過一樣。
彷彿被謎題與妖怪附身，除了妖怪的事外什麼都不管。經常露出牙齒笑著、言行看來相當瘋狂、就連史丹也無法控制他。史丹曰「是個讓人吃驚但卻沒在聽人說話的怪學者」。不過依然有著與年齡相符的聰明與冷靜。
是個怪異到讓人無法捉摸、以蘿薩琳為首的每個同伴都不太相信他。但由於在這方面因為名聲高，所以讓他的名字老是能派上用場。
遇到與路卡同行的蘿薩琳、因為認為與她一起同行的話能遇到各種妖怪、於是就這樣隨便加入他們。
由於是為了自己的興趣（研究妖怪）而同行、所以不會碰到故事中的核心部分、但身為一名學者卻能在會話的細節部分發揮了敏銳的分析力和知識。
喜歡剪指甲與念詩，不知為何與路卡的父親很合得來。
專用武器為「書本」、防具為「白衣」。分類色（屬性）黃色（雷）。雖然攻防都很差，但卻擅於使用各種魔法。
大布魯(ビッグブル)
本名（綽號?）是大布魯・The・推土機。是被叫作「巨牛魔王」的假魔王之一。年齡則是忘了。
是個長的就像是牛的人。雖然長的矮卻相當強壯、因為只穿一件吊帶服、所以給人相當熱情的感覺。語尾會加上「ッス」。
以假魔王身分單挑路卡等人，但卻被打敗。之後因為很欣賞史丹的心而成為他們的同伴。對路卡稱為「菜鳥」、史丹為「大哥」、蘿薩琳「大姐」、基斯林克為「老師」、瑪魯蕾琳為「組長」、之後又稱琳達為「小琳達」、艾普洛斯為「主人」。
典型的肌肉棒子角色、是個喜愛汗水和肌肉而為自己的力量自豪的男人、也是那種個性急燥的激情角色。史丹曰「是頭腦差的肌肉角色」。是個會堂堂正正分出勝負的不像魔王的魔王。夢想是開設健身中心、創造出肌肉的樂園。
不持武器、攻撃是靠著徒手空拳。分類（屬性）是紅色（炎）。不會使用攻擊魔法、但物理攻擊卻非常強。由於個性相當熱情、能夠使用提升攻擊力的技巧。速度則是相當緩慢。
琳達(リンダ)
將史丹視為師父的魔族女子。被稱為「偶像魔王」的假魔王之一。年齡是「秘・密」。
和大布魯不同的是、雖然頭上長角不過長相與人類無異。
性格雖然是純真善良、但也會有腹黑及毒舌的一面。
初登場時並未以假魔王的身分活動著、反而是以成為偶像為目標而在路上唱著歌。不過歌聲卻是驚人的差、所以根本沒人理她、之後在接受路卡（史丹）的教導下，才能才慢慢開花、物語中盤時，覺醒成為魔王、以她的歌聲將一整條街的的人洗腦成為她的支持者。最後與路卡等人進行稱為『最後試練』的比賽而輸掉後、於是為了鍛練自己而成為同伴。
雖然在接受教導下，有著對路卡相當在意的行為、不過實際上並未對他產生感情。由於個性變化無常、最終喜歡上艾普洛斯。言行中會帶有「グリグリモグモグ」等獨特用語。
順便一提、在他將整條街洗腦的事件中，會出現「萌」的單字、就連事件中的歌曲，名字也叫作「Moe-Moe(萌的羅馬拼音)」（本作是在「萌」這個單字流行以前就發售了）。另外大布魯也在事件中表現出「好萌好萌呀」的行為。不過這是他被洗腦還是真心則不明。
專用武器是「麥克風」、防具是「洋裝」。分類（屬性）是藍色（補助）。雖然不擅長攻擊，但卻擅於提升角色的狀況和回復體力。是同伴中唯一能學會全体回復的人。
艾普洛斯(エプロス)
髮型相當華麗並且臉上有豔麗的化妝的男魔術師。是被叫作「幻影魔王」的假魔王之一。年齡不明。
相當精通一些不為人名的事情(據他所說是因為沉迷於尋找魔力所致)、經常表現地非常冷靜而且有先見。不過卻不敢搶先去做事。能使用原理不明的空中浮遊。
對於路卡等人似乎有什麼期待而將他們引出來挑戰他，被打敗後，將魔力交給史丹而成為路卡的同伴。
專用武器是「樸克牌」、防具是「燕尾服」。分類（屬性）是黃色（妨害）。魔力（這個場合、在戰鬥中使用的魔力會不同）能夠讓物理攻擊因此無效化。雖然到很後期才成為同伴、但因為初期等級相當高而可以學到很多的特殊技。

### 其他主要角色
瑪魯蕾琳(マルレイン)
美麗的公主。穿著以紅色為基調的洋裝。
個性任性好強而且不懂人情世故、也會有為了路卡之母而盡心盡力的勇敢的一面。
遭假魔王之一抓起來關住、而被路卡等人救出。途中史丹對她進行洗腦、透過這個洗腦術會讓她任性地跟著路卡。雖然這個洗腦術對「靈魂的持有者」也一樣有效、不過對她卻因為某些理由而不生效力。
但因此讓她對路卡產生好感、還對路卡說出「你要負責喔」而直接來到路卡家並且要路卡擔任隨從而跟著他一起旅行。
雖然外表對於懦弱的路卡相當強勢、但內心卻是典型的傲嬌、隨著故事的進行會對路卡產生感情、路卡也同樣對她產生好感。
不但會嫉妒琳達，意外地也有可愛的地方。
作為公主雖然同伴都認識她、但除了她以外的王族以及首都的様子、国家全体的構造卻沒人說得準。也因為上述的洗腦術、讓她成為與路卡一樣掌握世界秘密關鍵的重要人物。
雖然是旅行的同伴，不過不會加入戰鬥。
貝隆(ベーロン)
瑪魯蕾琳的侍衛長。與瑪魯蕾琳一起旅行。
是位個性非常紳士而且沉著的人、對任何人都相當有禮貌、但只要有要加害公主的人就會很仇視他。相當效忠瑪魯蕾琳而一直跟在她的身邊。
序盤中除了公主以外，擁有一直在思考讓人無法得知內容的事情、好幾次對路卡相當在意而一直盯著他、中盤時由於不知道公主離家出走而因此未登場。（不過之後會再出現）
與瑪魯蕾琳一樣是掌握世界秘密關鍵的重要人物。
詹姆士(ジェームス)
史丹的忠實 (?) 管家。擁有一對漂亮的角並且穿著燕尾服的魔族。特技是持有史丹限定的太鼓。
無論何時何地，只要史丹的呼喚就會突然出現（有不同的出現方式、但也有不出現的時候）、不過只會幫得剛剛好下，就隨著一陣煙霧而離去。
表面上雖然對史丹效忠、實際上都以自己的事情為優先、和貝隆相比，不能說是很好的部下、也不與史丹一起同行。
但有時會自稱「黑暗聖誕老人」而將物品當作禮物送給路卡、這些東西雖然看來可疑卻能夠和提升效果的藥調合在一起使用，而也不會太過無能的樣子。
另外為了提供給主人最好的影子、所以會調查有關人物的影子的詳細資料、而他也認為比起蘿薩琳與路卡之母，路卡的影子更好。
雖然相當紳士，但其實非常好色、初登場時在路卡家與路卡之母對話、而多和喜歡的女性單獨對話、而且對象從蘿莉到熟女都行。特別是見到美麗的女性後，會有相當激烈的變態表現。
自稱學會「管家暗黑拳」的傳説拳法、作中唯一能確認的其中一招，只有「理不儘管家不動拳」。雖然是傳說的拳法，但只有能破壞門的程度而完全不管用。
布洛克(ブロック)
看起來很狡猾的中年男子。由於是馬戲團團長，所以打扮有些奇特。
雖然是造成故事開端的流浪馬戲團團長（也是他交給路卡等人各魔王的所在地地圖）、但在每次馬戲團移動時都很沒存在感。提涅魯村的演出後、在草原上搭起帳篷作生意。
真面目是假魔王之一的「馬戲團魔王」、但故事開始時就已經不做魔王了。
和艾普洛斯一樣知道世界的秘密、但和他不同的是想要除盡不講理的事情、會在一些事件中給路卡幫忙。

### 路卡的家族
父親
路卡的父親。提涅魯村的村公所課長。
撿到封印史丹的壺（他說是「擁有能夠改變命運，像是『黑色之壺』的壺」）而解開封印的兇手。為了解開安妮的詛咒而強迫路卡擔任史丹的小弟、對於勉強踏上征服世界之旅的路卡也沒有給予任何支援、有著相當不負責的個性。
不過由於被說是在村公所中並沒有由課長負責的工作、所以只是個被給與在事件中撿到他的名片來加以使用的可憐角色的人物。與基斯林克初次相遇就很合得來、兩人還在房間中進行奇怪的對話。
母親
路卡的母親。
出生於冒險家世家、在年輕時就環遊世界過並且因此與路卡之父相遇。
舉止悠閒自在而且行為柔軟大方、有著很天然呆的個性。
當瑪魯蕾琳來到路卡家時、在知道她是公主後，說出「這麼懦弱的孩子竟然能…」來誇獎路卡、對於安妮也是照三餐地要求要保持女人的魅力、對於戀愛與結婚方面相當在行。
另外也教瑪魯蕾琳做菜、而對她又溫柔又在意。還有以前似乎持有與瑪魯蕾琳相似的娃娃。
安妮
路卡的妹妹。
在馬戲團來到的夜晚中、被妖怪攻擊而受到「パビリオン的詛咒」。於是父親為了救她而打開封印史丹的壺、結果讓路卡因此踏上旅程。可說這個故事的啟始人物。
雖然被史丹治好、但副作用卻是影子變成粉紅色。不過相對於同樣遭遇的蘿薩琳、反而計畫要利用這種情形提高自己的魅力。
似乎是個美少女，所以村內有許多男孩子都很喜歡她。
祖父
路卡的爺爺。
因為出生於冒險家世家、所以和路卡之母一樣在年輕時就環遊世界過。
在少一根筋的路卡家中是唯一的正常人。
祖母
路卡的奶奶。
最初在家中只會講「耶ー、耶ー。就是呀爺爺」，多少有點失智症的感決、將最初的物品「免費的小石頭」送給路卡、是家中唯一會擔心路卡的人、在故事的轉折點中會突然說出令人意想不到的台詞、是個給人不像普通人氣息的奶奶。
她是個如何的人物，只能憑路卡家的墓碑作大概的推測、至於詳情則成為本作中最大的謎題。

### 下級妖怪
食人蔥
分類色為綠色。HP1，沒有任何對抗狀態異常的耐力、攻撃力、防御力也都最弱的妖怪。
元氣蛙
分類色為綠色。HP2。與食人蔥的能力完全不同、能夠使用「オフェール」的補助魔法。
搖搖海藻
分類色為綠色。HP16。能使用攻撃魔法「イエロ」。

### 假魔王們
下水道魔王
位於馬特利爾下水道也是最初會遇到的魔王、能直接在入口處與他對，長的像是隻巨大老鼠的假魔王。
被蘿薩琳批評牠的外表是一文不值、然後因為在在入口處就能預見，所以只要裝備齊全就能打倒牠、也讓牠散發出擔任第一個魔王這種宿命的哀愁。並且在輸給史丹後，由於魔力被取走而變得相當小。
被路卡等人打倒後，在布洛可的馬戲團中工作。
水泡魔王
位於利歇羅湖的水之遺跡、看起來像是一隻鯰魚加上一對手腳的假魔王。
初登場時只說會來抓走公主後就離開。本人曰「出來說要抓走公主後雖然不知道要做什麼，但總之就是先展示魔王的威嚴吧」。
被路卡等人打倒後，改邪歸正而擔任水之遺跡的守門員。
会長魔王
位於無法回去的陷阱洞穴的假魔王。
為黑幕商事會長，是個體型肥胖的中年男子。計畫要騙勇者們來讓他們無力化、還要使其他假魔王們彼此鬥爭來個漁翁得利、最後由自己征服世界。
為了這個作戰而向瑪魯蕾琳求助、並且威脅她拒絕的話就要散布流言破壞她的名聲、然後還引誘路卡等人來到無法回去的陷阱洞穴要來打敗他們。
戰鬥時能使用回復自己HP以及給予對手巨大傷害的魔法「ティール」。
被路卡等人打敗後，放棄征服世界並且留下要繼續作高利貸後離去。之後重整黑幕商事並且展開新的事業。
吸血魔王
位於高原的最後假魔王。
擁有架設柯特皮亞迴廊上的橋的權力。
初登場時口氣非常嚴厲、但被路卡等人打倒後，反而變成毫無威嚴的馬虎口氣。由於是「魔王」所以認為不邪惡不行、但只有對於最強魔王一事毫無罪惡感並且感到自負。
由於是最後的魔王、可以施放出各屬性的最強魔法，但去沒有對抗封印的耐性。

## 地圖和地牢

### 小鎮和村莊
提涅魯
離路卡家族最近的村子，路卡之父也在那邊的村公所擔任課長。有世界唯一的教会。
馬托利爾（マドリル）
擁有多個古代遺産巨大的齒輪而分二階層的街道。故事中引起三次的魔王騷動。
利歇羅
以漁業為主的港口。靠近水的遺跡。
托利史提
和世界的秘密有密切關係的街道。
海蘭德
一個不為人知的村莊。是吸血魔王用來累積力量的場所。

### 地牢
大部分只要打倒「看門人」（打倒妖怪）就能前進下個階層。
水之遺跡
位於利歇羅中，遊戲中最初的地牢。構造單純。最下層能挑戰水泡模王。
無法回去的陷井
為於魯米爾平原中。構造複雜、擁有坑洞。還有魔法陣裝置、最下層能挑戰原會長魔王。
大樹的沙漏
位於威爾谷森林的地牢。構造比無法回去的陷井還單純、存在有能穿過的牆壁的特殊裝置。越到下面，妖怪會越強。最下層能挑戰巨牛魔王（大布魯）。
關閉的洞窟
位於波斯波斯雪地，雖然階層少但每一層卻相當大。最下層能挑戰偶像魔王（琳達）。
下水道
位於馬特利爾地下。打倒下水道魔王後就能進入、隨著攻略能進入封閉的洞窟。擁有獨特裝置的操作板。
深層墓穴
位於阿達修砂漠，擁有地下9層而相當深遂的地牢。在這裡能得到有幻影魔王所在的齒輪塔鑰匙。
世界圖書館
和其他地牢不同的是，需要有鑰匙才能進入的地牢。分成中央棟、東棟、西棟3棟構造、比其他的地牢都還要寬廣。也是與世界的秘密有密切關連的場所。

### 其他地圖
威爾谷森林
連接提涅魯和馬特利爾的森林。是與蘿薩琳最初見面的地方。
魯米爾平原
連接馬特利爾和利歇羅的平原。能讓基斯林克成為搭檔的場所。。
橫向隧道
連接魯米爾平原與波斯波斯雪地的隧道。本来是為了讓魔王能從外面得到物資的通路。
波斯波斯雪地
擁有被關閉洞穴的雪地、隨著故事進行能進入托利史提裡。
阿達修砂漠
位於托利史提前頭的砂漠。擁有深層墓穴和幻影魔王所在的齒輪塔。
柯特皮亞迴廊
從高層平原到世界圖書館的迴廊。當擊敗吸血魔王撃破後，就能架起一座橋。存在有多個壞掉的石頭陣與形跡可疑的地方。
瓦普瓦普島
能用島上的石頭陣瞬間跳到世界各地的小島。雖然移動方便、但有時會隨著故事進行而有無法使用的狀況。
齒輪塔
位於阿達修砂漠、而由幻影魔王（艾普洛斯）所在的的場所。

## 工作人員
- 企画・遊戲製作人：川野忠仁
- 劇本協助：野間口修二・坂本和也
- 劇本：横弥真彦・根本晃
- 戰鬥企画：山本浩
- 美術導演・角色設定・生物設定：關本努
- 設定：後藤滋
- 背景音樂設定：加藤秀幸・三船賢治・関本努
- 導演：逸見規之
- 執行製作人：山本哲治
- 執行製作人：佐藤明・竹野史哉・佐伯雅司
- 製作：ZENER WORKS・索尼電腦娛樂
- 旁白：坂東尚樹
- 製作・著作：索尼電腦娛樂.
- 程式設計導演：武田寧（おにたま）
- 事件導演：岡本稔
- 動作設定：山崎大助
- 角色動作設定：岡本稔
- 音樂・音效：Peak A Soul + Project Boku To Mao

　土井潤一・川谷吉和・村田利秋・梶川貴光・九米康隆・戸部和秋・長沢ゆりか
- 程式設計：芹沢仁・白森善行・望月哲夫・佐野浩章・太田一光
- 戰鬥程式設計：山口健一
- 角色模型：岡本稔・関本努
- 生物模型：山崎大助・山本浩
- CG助手：増田逸平・鈴木宏・田中政至
- 事件劇本：渡辺浩史・佐々木淳・三上鉱平・檜皮裕介・吉田貴弘
- 動作：前沢健一・黒川貞徳・星野理恵・田口浩二・増子貴史・石綿朋野・椎野幹・高橋美貴
- SCEI QA MANAGER：日吉正樹
- SCEI QA TEAM：西谷知佐子・宍戸理恵・中村一美・佐藤有紀・酒井敦史・三友健太郎・平木康介・今野博和・山崎けい・安西健太郎・尾崎慎吾・増形大介]]
- SOFTWARE MANUAL & PACKAGE DESIGN：森栄二郎・鈴木宏枝（SMC）・安原健一郎（豊玉屋）・山井聡・仲政晴
- PROMOTION：小宮一昭・青木千加志・竹川洋志・井上知子
- SALES PROMOTION：浅川哲郎
- SPECIAL THANKS：RX Lib. Team

　山本浩（SCEJ）：寺坂勇・新改裕二・着崎信也・柳堀貴之・菊池宣充・平井英統・中村和人

## CD
- 魔王與我 Original Soundtrack - 2001年7月17日發售 JDCM-1～2（2枚）

## 外部連結
- ZENER WORKS （页面存档备份，存于）
- Okage: Shadow King（海外版官網）
- PEAK A Soul （页面存档备份，存于）